# Anatolij Zotov
Anatolij Fjodorovič Zotov (rusky Анато́лий Фёдорович Зо́тов; 15. května 1931, Ostryje Luki – 25. listopadu 2021) byl sovětský a ruský historik filosofie, filosof, vysokoškolský pedagog, profesor Lomonosovovy univerzity.

## Životopis
Anatolij Zotov se narodil do učitelské rodiny. Navštěvoval rževskou školu, pak dokončil střední školu v Zubcově. V roce 1953 absolvoval filosofickou fakultu Moskevské státní univerzity. V roce 1957 obhájil práci kandidáta filozofických věd na téma Kritická analýza neorealismu («Критический анализ неореализма») a v roce 1971 doktorskou práci na téma Struktura vědeckého vědění («Структура научного знания»).

## Publikace
- (polsky) Zotow, A. F. Współczesna teoria fizyczna i jej funkcje. Jędrzejewski, Stanisław (tłum.). Studia Filozoficzne, nr 3-4, 173-182, 1972.

Překlady do češtiny
- Autorský kolektiv: G.S. Arefjev, A.P. Butěnko, A.F. Zotov, V.Ž. Kelle, Alexandr Titarenko. Základy marxisticko-leninské filosofie. Učebnice pro střední stupeň stranického vzdělávání. Příprava vydání Celková redakce S.M. Kovaleva.; překlad Jiří Bauer, Jan Veselý. 4. vyd. Praha: Svoboda, 1977. 284 s.